# Parochie Briel
Den Briel is een rooms-katholieke parochie die verbonden is aan het gebied den Briel gelegen op zowel het grondgebied van de Oost-Vlaamse gemeente Buggenhout als Baasrode. Het noordwestelijke deel behoort tot de Dendermondse deelgemeente Baasrode, sinds de fusie tussen Dendermonde en Baasrode in 1976. Het oostelijke en zuidelijke deel van de parochie behoort tot Buggenhout.

## Voorgeschiedenis
In 1690 werd in het metingsboek gesproken over Cuytelghem. Hierbij draagt een beperkt deel van dit gebied de naam Briel of Den Briel. Er wordt vanuit gegaan dat de Brielkapel hier reeds aanwezig was, ondanks verschillende invasies. Ondertussen begon de betekenis van de naam Cuytelghem stilaan te verdwijnen en werd de naam Briel, waarmede oorspronkelijk slechts de oude kade werd bedoeld, overgedragen op de volledige gemeenschap en het hele gebied.
De gemeenschap was op dat ogenblik godsdienstig afhankelijk van de parochie Baasrode. Dit blijkt uit een ordonnantie van keizer Jozef II uit 1786. Op de vraag hoeveel inwoners de parochie Baasrode telde, gaf men als antwoord: “ Inwoonders al Catolicq van Baesrode ende Vlassenbrouck communicanten ontrent 1600 daer onder begrepen de gene woonen op t’gehuchte genaemt den ouden Bril." Hier wordt ook vermeld dat de pastoor van Baasrode zich op het grondgebied Buggenhout moest begeven om zijn plichten tegenover zijn parochianen van den Briel uit te voeren. De geldelijke bijdragen van de parochianen van den Briel bedroegen ongeveer 25% van het totale inkomen van de parochie Baasrode. Dit leek dan ook een van de beweegredenen waarom de parochie Baasrode weigerachtig stond tegenover de oprichting van een onafhankelijke parochie op den Briel.
Op 16 februari 1803 stelde een aantal bewoners een verzoekschrift op gericht naar Mgr. De Fallot de Beaumont, bisschop van Gent. Hierin werd vermeld dat de parochianen ongeveer 4 kilometer verwijderd lagen van zowel de kerk in Buggenhout als Baasrode. Toen de gelovigen zich naar een van beide kerken moesten verplaatsen, zorgde dit voor een inkomstenverlies. Ook werd aangehaald dat den Briel parochiaal tot Baasrode behoorde maar wettelijk een deel uitmaakte van Buggenhout. Deze petitie werd door 69 gezinshoofden ondertekend. Maar dit betoog zou zonder gevolg blijven.
In 1906 haakte men den Briel van parochie Baasrode af en voegde ze bij de parochie Buggenhout-Sint-Niklaas. "Aen den kerkraad wordt medegedeeld het bischoppelijk besluit van 29 juni, waardoor de Oude Briel afgescheiden wordt van de parochie Baesrode en verenigd met de parochie Buggenhout. Dit besluit der geestelijke overheid wordt met spijt, doch met onderdanigheid, ontvangen." Den Briel werd als compensatie overgedragen aan de parochie Buggenhout-Sint-Niklaas, omdat deze de parochie Opstal verloren was, doordat Opstal een zelfstandige parochie was geworden.

## Ontstaan
Pastoor Verstraeten, werkzaam in Baasrode, diende in 1936 een verzoekschrift in om beide gemeenschappen – Ouden Briel (Buggenhout) en Nieuwen Briel (Baasrode) – te verenigen in een afzonderlijke parochie. Dit verzoek werd bij besluit van 29 augustus 1942 goedgekeurd zodat iedere zondag, een onderpastoor van Buggenhout, in de oude Brielkapel een eucharistieviering zou opdragen.
De nieuwe parochie zou 700 inwoners van Baasrode tellen en 1000 Buggenhoutenaren. Haar naam: Onze-Lieve-Vrouw-Van-Den-Briel.
Door de staat van België tijdens de Tweede Wereldoorlog werd tijdens de eerste jaren na de oprichting van de parochie weinig aandacht besteed aan de uitbouw van de parochie.
Dit zou veranderen wanneer op 8 maart 1949 onderpastoor van Baasrode, E.H.G. Boeykens aangesteld werd als de eerste pastoor van de nieuwe parochie Briel. Hij werd ook belast met de opdracht zo snel mogelijk een voorlopige kerk te bouwen en een definitieve pastorij op te richten. Pastoor Boeykens zou zijn eerste mis opdragen op zondag 3 april 1949 alsook op Palmzondag. Deze vonden plaats in de Brielkapel. De opkomst lag voor deze twee missen om en bij de 400 personen. De buurt was zo opgetogen met hun eigen parochie dat ze hun huizen bevlagden en versierden voor deze heugelijke gebeurtenis.

## Bouw van de kerk en pastorij

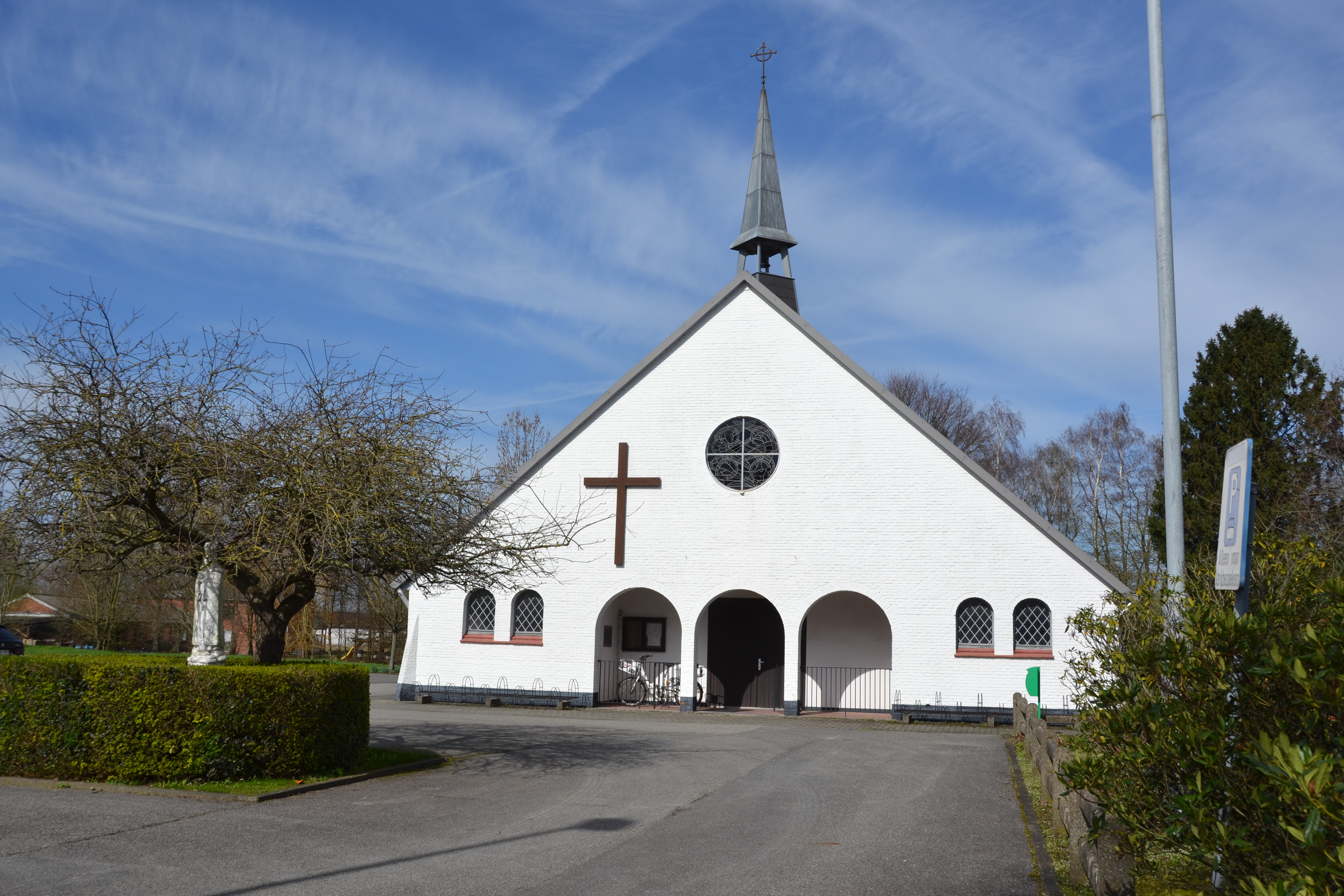
Voorgevel kerk

In 1938 had de pastoor van Baasrode, E.H. Verstraeten, de grond aangekocht ten dienste van de nieuwe parochie. Na zijn overlijden werd in 1949 de grond door zijn zus geschonken aan Den Briel. De plannen voor een nieuwe kerk werden gedeeltelijk ingeleid door het bisdom, nog voor pastoor Boeykens zijn intrede maakte. Hiervoor werd architect Van Severen aangesteld. Hij ontwierp zijn eerste situatieschets op 25 september 1948 en schatte de kostprijs voor de voorlopige kerk op 567.475 frank.
In april 1949 werd de kerkraad opgericht. Deze raad zou in overleg met pastoor Boeykens kijken hoe een kerk opgericht kon worden. Het aanwezig budget was zeer beperkt. Daarom werd er een comité opgericht, met als doel de inzameling van fondsen:

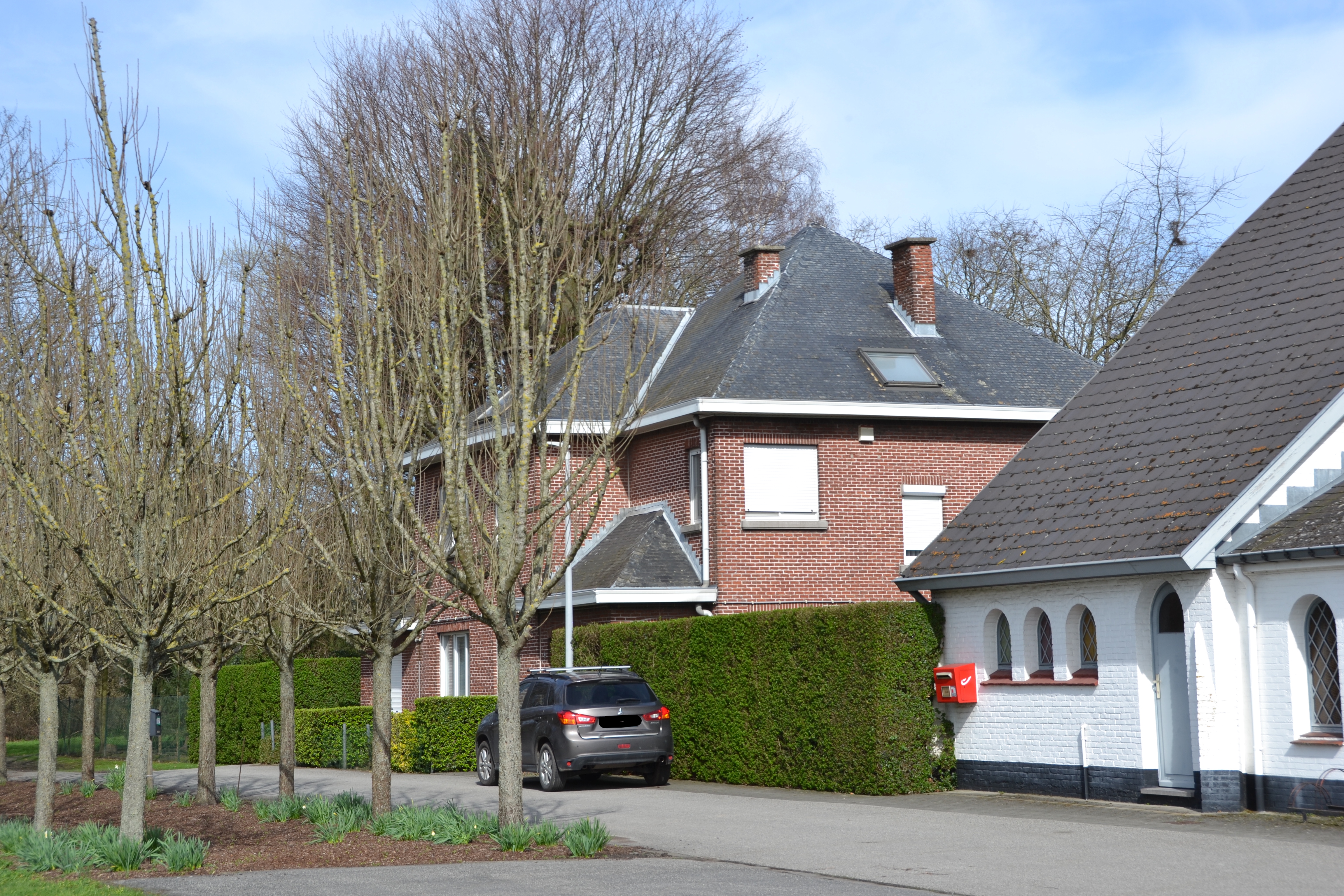
Zijaanzicht pastorij

- Pastoor Boeykens ging preken om middelen in te zamelen.
- De bewoners van de parochie richtte verschillende Vlaamse kermissen in, onder leiding van de kerkfabriek.
- Er werden toneelstukken opgevoerd door vrijwilligers.
- Men kon ook rekenen op vele, vaak onbekende weldoeners, die via giften hun steentje bijdroegen.

De werken werden aangevat op 4 juli 1949. Toen was de metalen constructie reeds geleverd, die werd ontwikkeld door Ateliers de Constructions Baasrode. Op de nok, achter de voorgevel, werd een overhoeks dakruiter met zinken naaldspits en ijzeren kruisbekroning geplaatst.

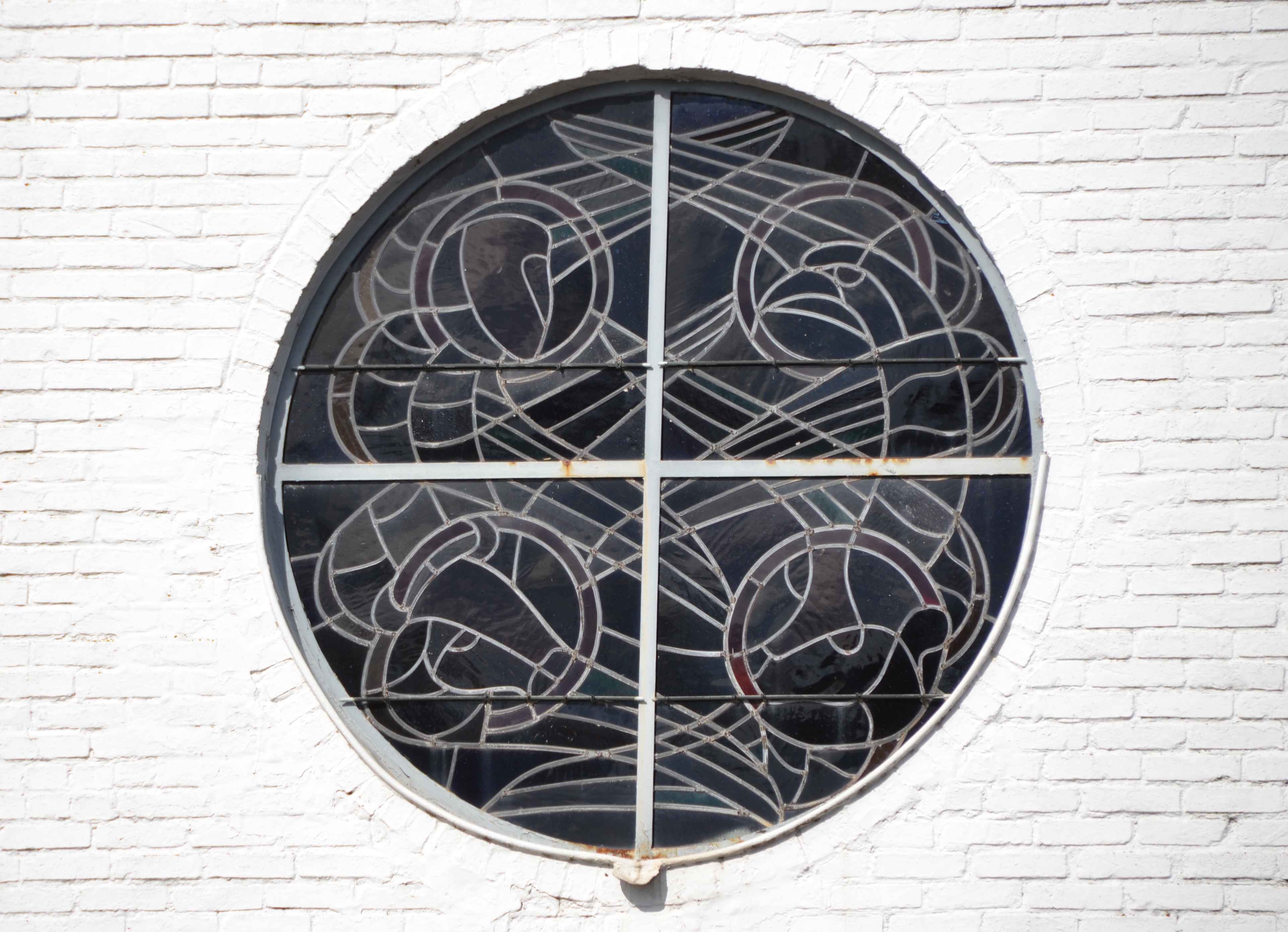
Glasraam voorgevel kerk

Op 1 oktober 1949 was de bouw van de kerk afgerond en ze werd ingewijd op 16 oktober 1949.
Het eerste bouwplan voor de pastorij werd in augustus 1949 wederom getekend door architect Van Severen. De plannen moesten meermaals hertekend worden om uiteindelijk op 29 augustus 1950 definitief goedgekeurd te worden. De pastorij zou worden opgeleverd op 31 juni 1951.
In 1986 werd ervoor gekozen om de westgevel van de kerk met twee meter uit te breiden. Hierdoor ontstonden twee zijbeuken. De bedoeling was niet om meer kerkgangers te ontvangen, maar om meer ruimte te scheppen. De middenbeuk telt 250 zitplaatsen.

Beeldhouwwerken en monstrans
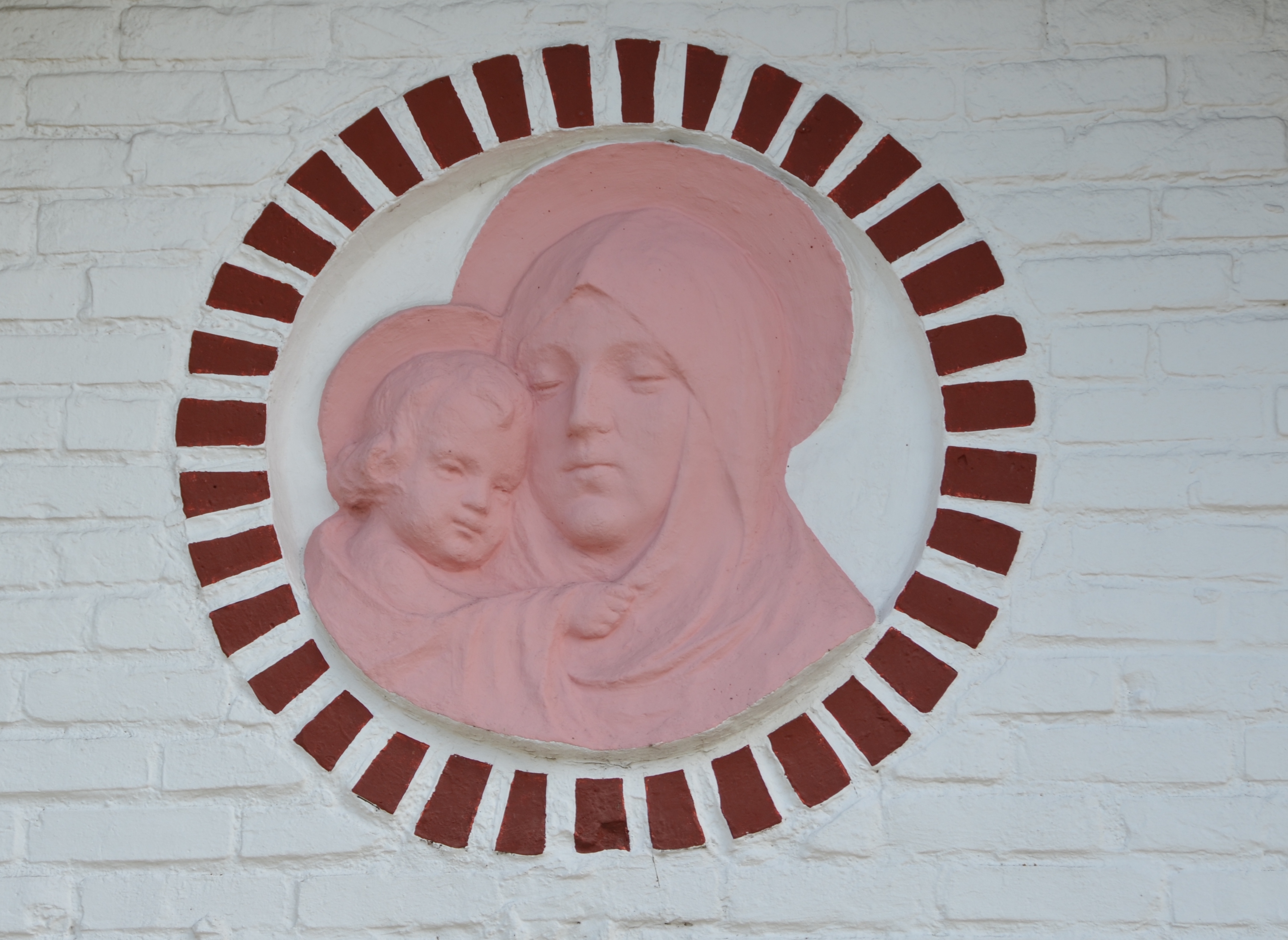
Madonna
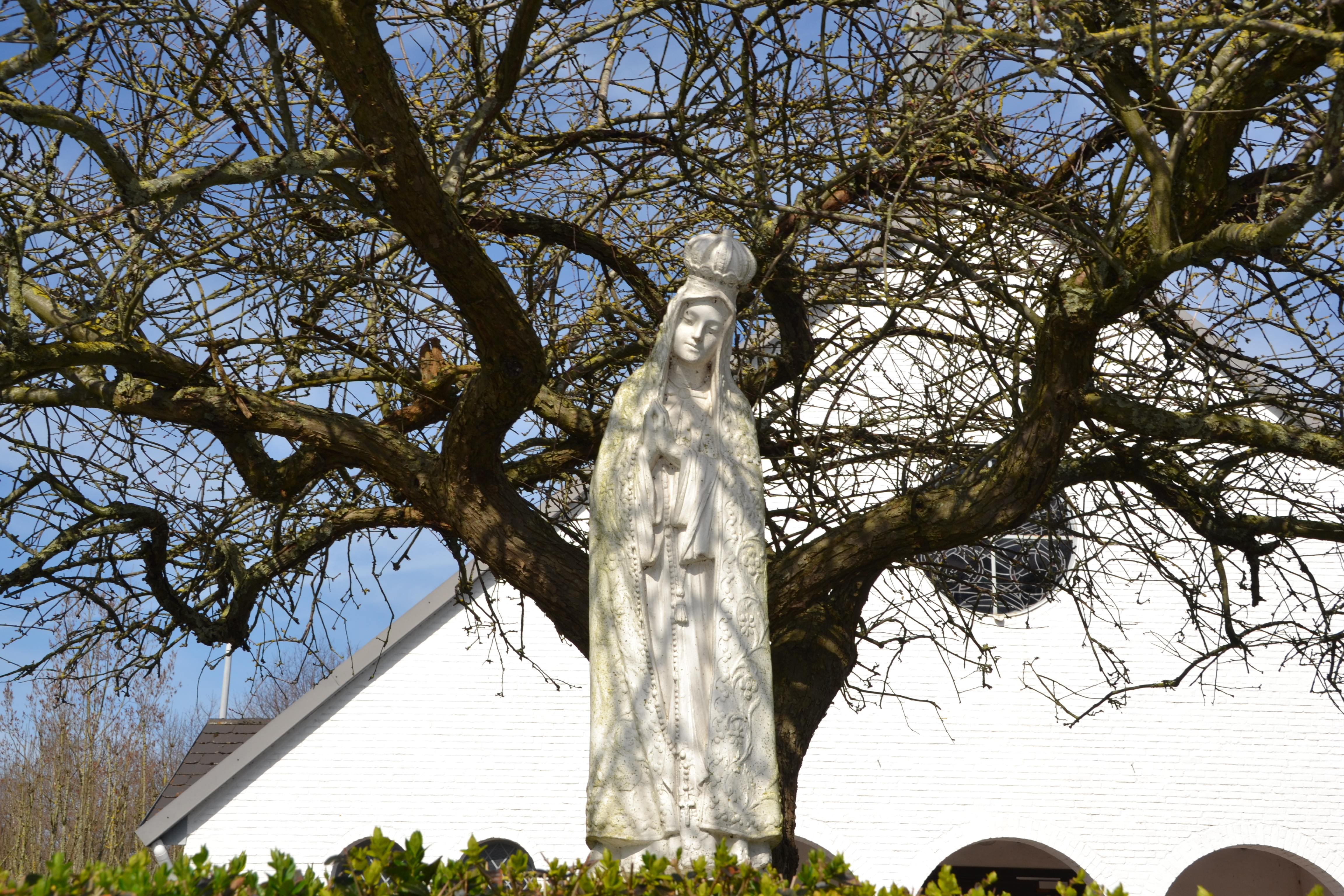
Mariabeeld op voorplein
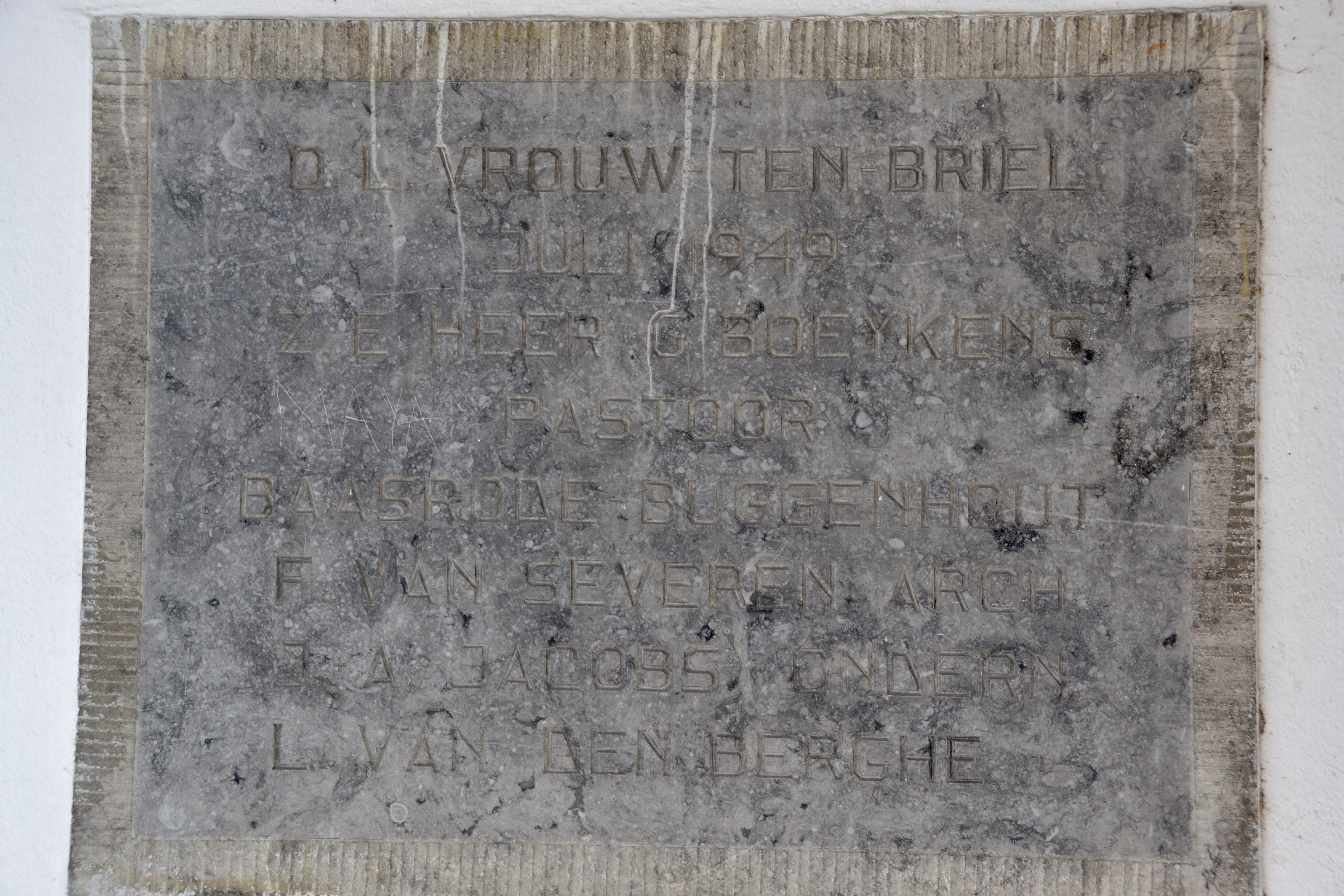
Originele gedenksteen

## Ontstaan Kerkhof van den Briel
Traditioneel werden de inwoners van zowel de Nieuwen Briel te Baasrode als de Ouden Briel te Buggenhout begraven op het kerkhof rond de Sint-Ursmaruskerk in Baasrode.

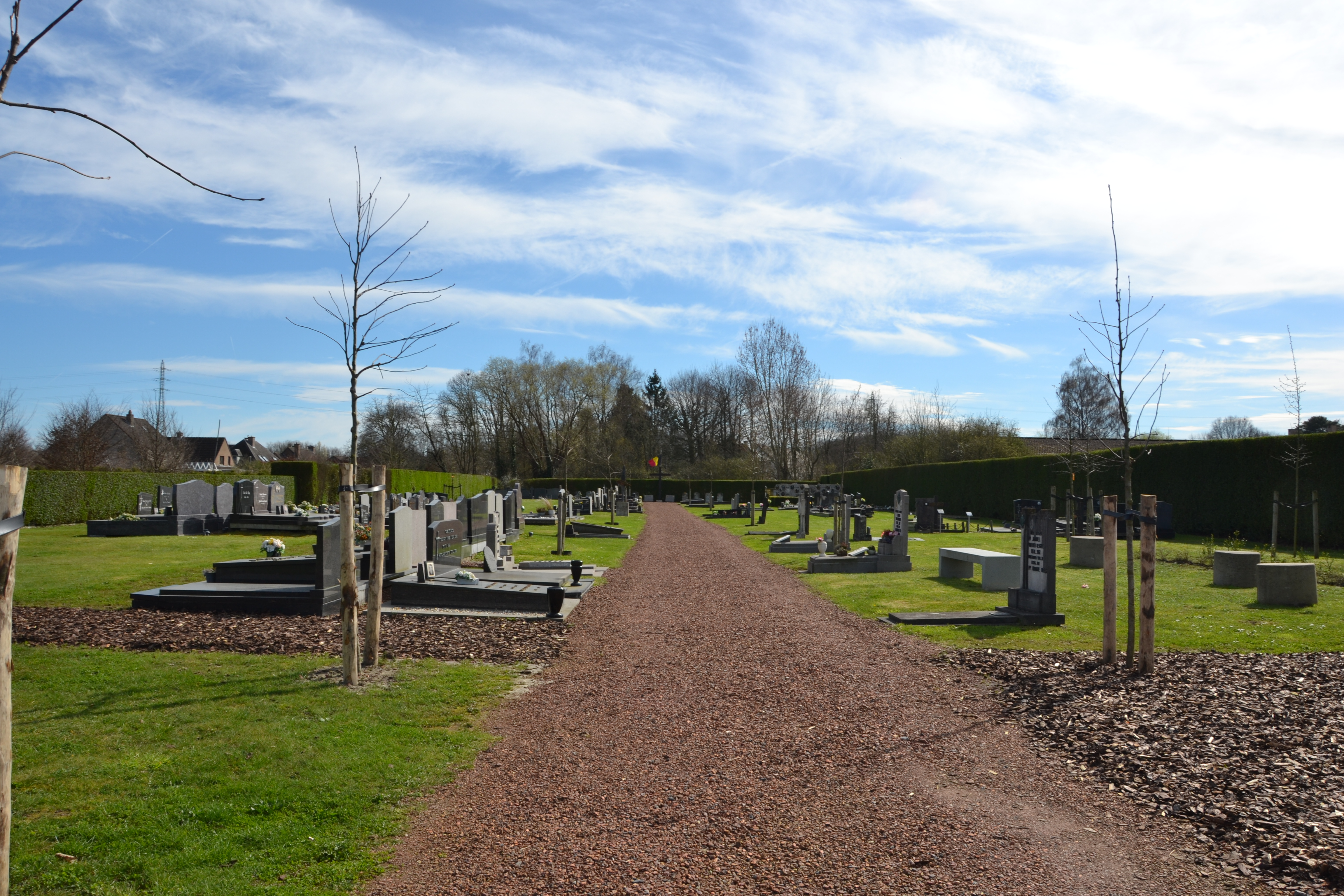
Kerkhof Briel 2024

In 1892 werd dit gebruik verboden door een gemeenteraadsbesluit. De bewoners van de Ouden Briel moesten vanaf 1 september 1892 begraven worden in Buggenhout, omdat zij inwoners waren van deze gemeente. Zo ontstond het gezegde "levend Baasrode, dood Buggenhout". De misviering zou vanaf dan plaats vinden in de parochiekerk in Baasrode, maar de effectieve begraving op het kerkhof te Buggenhout. Er moest zo een zeer lange weg, vaak te voet, afgelegd worden van de kerk naar het kerkhof.

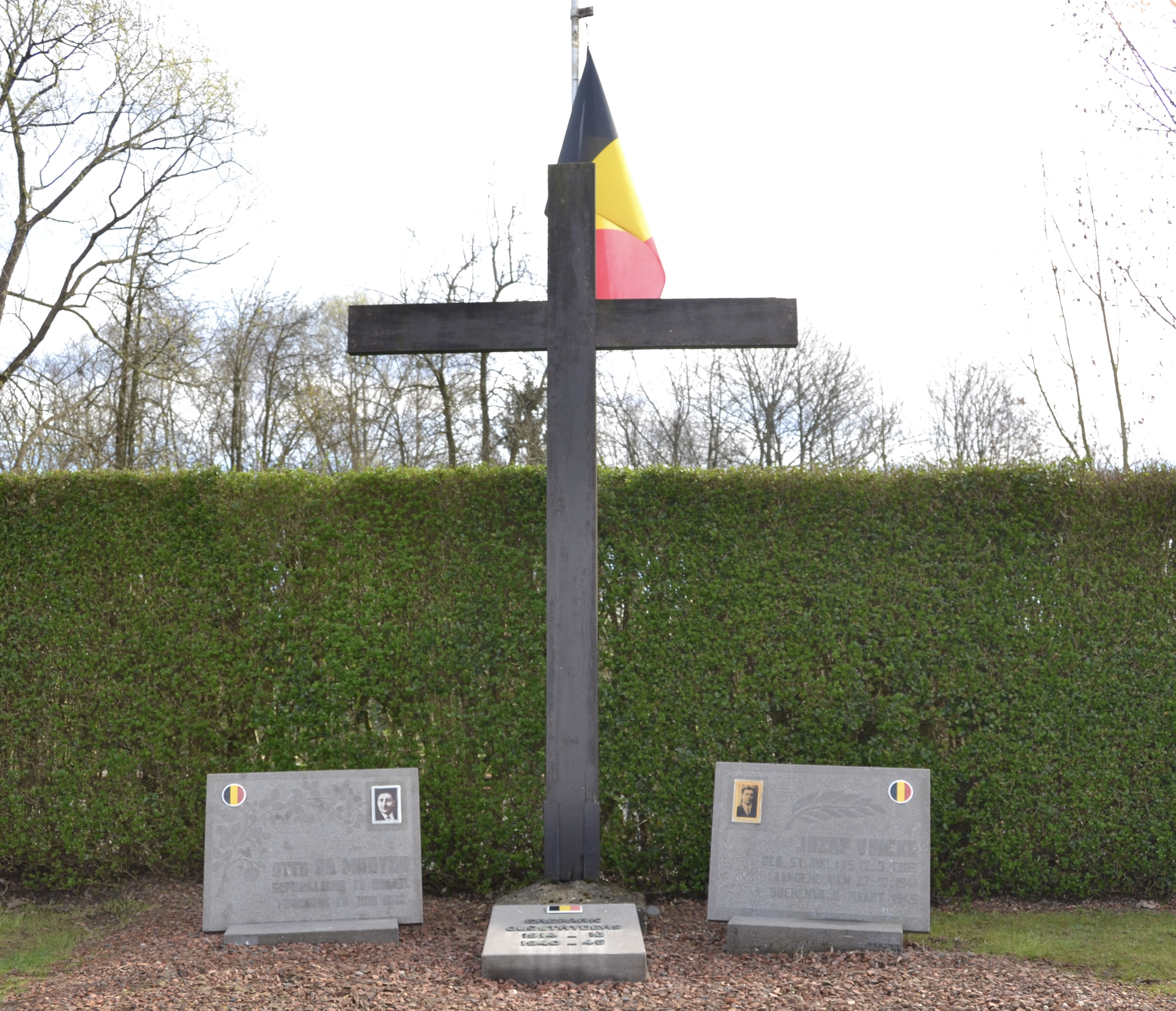
Gedenkplaats oud-strijders

Na de bouw van de kerk in 1949 werd gezocht naar geschikte grond voor een kerkhof. Deze werd gevonden in oktober 1950, op 100 m van de kerk. Dit voorstel werd herhaaldelijk afgewezen door de Bestendige Deputatie waardoor een officieel akkoord pas zou volgen op 2 oktober 1952, door de toenmalige gouverneur Maurice Lippens.
Het kerkhof werd in twee gedeeld, links van de middengang worden de overledenen van het Buggenhoutse deel van de parochie begraven en rechts de inwoners van het Baasroodse deel van de parochie. Elke gemeente onderhoudt zijn zijde. Op het einde van het kerkhof bevindt zich een monument voor de oud-strijders van de Eerste en de Tweede Wereldoorlog.
In 2015 werd een deel van de aanwezige graven zonder concessie of graven, waarvan de concessie verstreken was, ontgraven.
Nadat er een nieuwe samenwerkingsovereenkomst tussen het stadsbestuur van Dendermonde en het gemeentebestuur van Buggenhout werd gesloten, werd in 2022 het kerkhof volledig heraangelegd. De bedoeling was om de site flink te vergroenen tot een parkbegraafplaats.

## Pastoors
| Naam               | Aanvang | Uittreding |
| ------------------ | ------- | ---------- |
| Gerard Boeykens    | 1949    | 1955       |
| Emiel Verhelst     | 1955    | 1967       |
| Jozef De Valck     | 1967    | 1976       |
| Philemon Callebaut | 1976    | 1991       |
| Omer Verbeke       | 1991    | 1995       |
| André Van Duyse    | 1995    | 2020       |
| Jo Mattheys        | 2020    |            |

## Recente evolutie
In 2017 werd er een nieuw kerkenbeleidsplan Dendermonde afgekondigd. Het werd opgesteld door de werkgroep kerkenplan. De opstelling van een kerkenbeleidsplan was een verplichting van de Vlaamse overheid. Hierin werd besloten om te opteren voor een uitdoofscenario voor de kerk van den Briel. Dit hield in dat wanneer de kerk geen pastoor meer zou hebben, de kerk gesloten diende te worden. Op dat ogenblik werd een jaarlijks gemiddelde van 150 kerkgangers per weekend opgetekend.
In 2019 schreef de gemeenteraad van Buggenhout een brief naar het bisdom Gent om de kerk niet te sluiten. Het bisdom liet weten dat de beslissing onomkeerbaar was. Ook verzonden de parochianen een petitie, met honderden handtekeningen, naar het bisdom. Hierin werd ook vermeld dat pastoor Van Duyse nog graag de misvieringen wilde blijven voordragen. Toch bleef de beslissing ongewijzigd. 
In 2020 werd pastoor Van Duyse verplicht op non-actief gezet, aangezien hij de leeftijd van 75 jaar had bereikt. Op zaterdag 27 juni 2020 werd de misviering voor de laatste maal voorgedragen door pastoor Van Duyse.
De parochiekerk werd op 20 juni 2023 opnieuw aangeduid als "vastgesteld bouwkundig erfgoed" door Vlaanderen. 